# Saison 2025-2026 du Mans Football Club
 (juin 2025).
Maillots
Chronologie
Saison précédente Saison suivante
La saison 2025-2026 du Mans FC, club de football français, voit le retour du club en Ligue 2 5 ans après sa relégation en National,. Le club participe également à la Coupe de France.
Il s'agit de la dix-neuvième saison du club sarthois en deuxième division du championnat de France de football.

## Préparation d'avant-saison
Le Mans FC est auditionné le 4 juin devant la DNCG. Toutefois, aucune mesure n’est prise contre le club manceau. Issu du centre de formation, Gabin Bernardeau rejoint l'OGC Nice, pensionnaire de Ligue 1. Le Mans FC enchaîne ensuite avec les prolongations de Erwan Colas et de Martin Rossignol.
Le 9 juin, le club sarthois officialise la venue de Jean Vercruysse en provenance de l'US Boulogne.
La reprise de l’entraînement pour le club sarthois aura lieu le lundi 30 Juin 2025, le 1er match de la préparation estivale est prévu le 12 juillet face à l'UNFP FC.
Milan Robin, Malang Gomes et Taylor Luvambo rejoignent le club en renfort. Le premier match amical eut lieu le 12 juillet face à l'UNFP FC qui s’est soldé par une victoire 1-2 du club sarthois. Le club enchaîne ensuite des victoires face au Havre AC à Vire-Normandie puis contre QRM, le FC Fleury 91 et une dernière victoire face au SM Caen le 1er août au Stade Marie-Marvingt pour conclure la série de matchs amicaux.
Le 30 juillet 2025, le club sarthois dévoile ses nouveaux maillots pour la Ligue 2,,.
Le 1er août 2025, Le Mans FC annonce ouvrir son capital à un fond brésilien dans lequel on retrouve Novak Djokovic et Felipe Massa,. Le 4 août, Le Mans FC annonce la signature du belge Baptiste Guillaume en provenance de Almere City en D2 belge,.

## Transferts
| Nom                 | Nationalité | Poste     | Transfert      | Provenance/Destination     | Division              | Références |
| ------------------- | ----------- | --------- | -------------- | -------------------------- | --------------------- | ---------- |
| Arrivées            |             |           |                |                            |                       |            |
| Lucas Calodat       | France      | Attaquant | Retour de prêt | FC Villefranche Beaujolais | National              |            |
| Jean Vercruysse     | France      | Milieu    | Transfert      | US Boulogne                | National              | [ 13 ]     |
| Milan Robin         | France      | Milieu    | Transfert      | FC Martigues               | Ligue 2               | [ 14 ]     |
| Malang Gomes        | France      | Milieu    | Prêt           | FC Nantes                  | Ligue 1               | [ 15 ]     |
| Taylor Luvambo      | France      | Défenseur | Transfert      | EA Guingamp                | Ligue 2               | [ 16 ]     |
| William Harhouz     | France      | Attaquant | Transfert      | US Lusitanos Saint-Maur    | National 2            | [ 17 ]     |
| Leroy Abanda        | France      | Défenseur | Transfert      | Suwon FC                   | K League 1            | [ 18 ]     |
| Baptiste Guillaume  | Belgique    | Attaquant | Transfert      | Almere City FC             | Eerste Divisie        | [ 19 ]     |
| Amadou Cissé        | Guinée      | Défenseur | Prêt           | RC Strasbourg              | Ligue 1               | [ 20 ]     |
|                     |             |           |                |                            |                       |            |
| Départs             |             |           |                |                            |                       |            |
| Vincent Burlet      | Belgique    | Défenseur | Fin de prêt    | LOSC Lille                 | Ligue 1               | [ 21 ]     |
| Kembo Diliwidi      | France      | Attaquant | Fin de prêt    | RC Lens                    | Ligue 1               |            |
| Gabin Bernardeau    | France      | Milieu    | Fin de contrat | OGC Nice                   | Ligue 1               | ,          |
| Jérémie Matumona    | France      | Défenseur | Fin de contrat | EA Guingamp                | Ligue 2               | [ 24 ]     |
| Ali Ouchen          | France      | Milieu    | Fin de contrat | FC Versailles              | National              | [ 25 ]     |
| Zakary Lamgahez     | France      | Défenseur | Transfert      | HUS Agadir                 | Botola Pro            | [ 26 ]     |
| Nathan Dekoke       | France      | Défenseur | Fin de contrat | FC Villefranche            | National              | [ 27 ]     |
| Maxime Nonnenmacher | France      | Milieu    | Fin de contrat | FCSR Haguenau              | National 2            | [ 28 ]     |
| Arnold Vula         | RD Congo    | Attaquant | Fin de contrat | Beerschot                  | Challenger Pro League | [ 29 ]     |
| Zaid Amir           | Comores     | Attaquant | Fin de contrat | Istres FC                  | National 2            | ,          |
| Adam Oudjani        | Algérie     | Milieu    | Fin de contrat | SC Aubagne Air-Bel         | National              | [ 32 ]     |

### Mercato hivernal
| Nom      | Nationalité | Poste | Transfert | Provenance/Destination | Division |
| -------- | ----------- | ----- | --------- | ---------------------- | -------- |
| Arrivées |             |       |           |                        |          |
| -        | -           | -     | -         | -                      | -        |
| Départs  |             |       |           |                        |          |
| -        | -           | -     | -         | -                      | -        |

## Effectif professionnel actuel
Le tableau suivant liste uniquement l'effectif professionnel du Mans FC pour la saison 2025-2026.

## Compétitions
| 12e              | (à venir) |
| 0V 1N 1D         | 0V 0N 0D  |
| TOTAL : 0V 1N 1D |           |

### Championnat

#### Classement
| Rang | Équipe           | Pts | J | G | N | P | Bp | Bc | Diff |
| ---- | ---------------- | --- | - | - | - | - | -- | -- | ---- |
| 10   | Clermont Foot 63 | 2   | 2 | 0 | 2 | 0 | 2  | 2  | 0    |
| 11   | SC Bastia        | 1   | 1 | 0 | 1 | 0 | 1  | 1  | 0    |
| 12   | Le Mans FC P     | 1   | 2 | 0 | 1 | 1 | 4  | 5  | −1   |
| 13   | EA Guingamp      | 1   | 2 | 0 | 1 | 1 | 3  | 4  | −1   |
| 14   | Grenoble Foot 38 | 1   | 2 | 0 | 1 | 1 | 2  | 3  | −1   |

#### Évolution du classement et des résultats
| Journée  | 1 | 2  | 3 | 4 | 5 | 6 | 7 | 8 | 9 | 10 | 11 | 12 | 13 | 14 | 15 | 16 | 17 | 18 | 19 | 20 | 21 | 22 | 23 | 24 | 25 | 26 | 27 | 28 | 29 | 30 | 31 | 32 | 33 | 34 |
| -------- | - | -- | - | - | - | - | - | - | - | -- | -- | -- | -- | -- | -- | -- | -- | -- | -- | -- | -- | -- | -- | -- | -- | -- | -- | -- | -- | -- | -- | -- | -- | -- |
| Rang     | 6 | 12 |   |   |   |   |   |   |   |    |    |    |    |    |    |    |    |    |    |    |    |    |    |    |    |    |    |    |    |    |    |    |    |    |
| Résultat | N | D  |   |   |   |   |   |   |   |    |    |    |    |    |    |    |    |    |    |    |    |    |    |    |    |    |    |    |    |    |    |    |    |    |

| Légende : | V = Victoire |  | N = Nul |  | D = Défaite |

## Statistiques

### Bilan de l’équipe
| Compétition     | Débute | Termine  | Matches joués | Gagnés | Nuls | Perdus | Buts pour | Buts contre | Différence |
| --------------- | ------ | -------- | ------------- | ------ | ---- | ------ | --------- | ----------- | ---------- |
| Ligue 2         | 12e    | en cours | 2             | 0      | 1    | 1      | 4         | 5           | -1         |
| Coupe de France |        |          | 0             | 0      | 0    | 0      | 0         | 0           | +0         |
| Total           | Total  | Total    | 2             | 0      | 1    | 1      | 4         | 5           | -1         |

### Statistiques individuelles
| N° | Nat | Nom          | Championnat | Championnat | Championnat    | Championnat | Championnat  | Coupe de France | Coupe de France | Coupe de France | Coupe de France | Coupe de France | Total | Total       | Total          | Total  | Total        |
| N° | Nat | Nom          | MJ          | But inscrit | Passe décisive | Averti      | Carton rouge | MJ              | But inscrit     | Passe décisive  | Averti          | Carton rouge    | MJ    | But inscrit | Passe décisive | Averti | Carton rouge |
| -- | --- | ------------ | ----------- | ----------- | -------------- | ----------- | ------------ | --------------- | --------------- | --------------- | --------------- | --------------- | ----- | ----------- | -------------- | ------ | ------------ |
| 1  |     | E.Hatfout    | 0 (0)       | 0           | 0              | 0           | 0            | 0 (0)           | 0               | 0               | 0               | 0               | 0 (0) | 0           | 0              | 0      | 0            |
| 4  |     | A.Cissé      | 0 (0)       | 0           | 0              | 0           | 0            | 0 (0)           | 0               | 0               | 0               | 0               | 0 (0) | 0           | 0              | 0      | 0            |
| 5  |     | H.Voyer      | 2 (0)       | 0           | 0              | 0           | 0            | 0 (0)           | 0               | 0               | 0               | 0               | 2 (0) | 0           | 0              | 0      | 0            |
| 6  |     | E.Quarshie   | 2 (0)       | 1           | 0              | 0           | 0            | 0 (0)           | 0               | 0               | 0               | 0               | 2 (0) | 1           | 0              | 0      | 0            |
| 7  |     | M.Gomes      | 0 (0)       | 0           | 0              | 0           | 0            | 0 (0)           | 0               | 0               | 0               | 0               | 0 (0) | 0           | 0              | 0      | 0            |
| 8  |     | A.Lauray     | 0 (1)       | 0           | 0              | 1           | 0            | 0 (0)           | 0               | 0               | 0               | 0               | 0 (1) | 0           | 0              | 1      | 0            |
| 9  |     | A.Rabillard  | 2 (0)       | 0           | 1              | 0           | 0            | 0 (0)           | 0               | 0               | 0               | 0               | 2 (0) | 0           | 1              | 0      | 0            |
| 10 |     | J.Vercruysse | 2 (0)       | 0           | 0              | 1           | 0            | 0 (0)           | 0               | 0               | 0               | 0               | 2 (0) | 0           | 0              | 1      | 0            |
| 11 |     | L.Abanda     | 0 (2)       | 0           | 1              | 0           | 0            | 0 (0)           | 0               | 0               | 0               | 0               | 0 (2) | 0           | 1              | 0      | 0            |
| 12 |     | A.Ribelin    | 2 (0)       | 1           | 0              | 0           | 0            | 0 (0)           | 0               | 0               | 0               | 0               | 2 (0) | 1           | 0              | 0      | 0            |
| 17 |     | S.Yohou      | 2 (0)       | 0           | 0              | 1           | 0            | 0 (0)           | 0               | 0               | 0               | 0               | 2 (0) | 0           | 0              | 1      | 0            |
| 19 |     | B.Guillaume  | 0 (1)       | 0           | 0              | 0           | 0            | 0 (0)           | 0               | 0               | 0               | 0               | 0 (1) | 0           | 0              | 0      | 0            |
| 20 |     | W.Harhouz    | 0 (1)       | 1           | 0              | 2           | 1            | 0 (0)           | 0               | 0               | 0               | 0               | 0 (1) | 1           | 0              | 2      | 1            |
| 21 |     | T.Eyoum      | 2 (0)       | 0           | 0              | 0           | 0            | 0 (0)           | 0               | 0               | 0               | 0               | 2 (0) | 0           | 0              | 0      | 0            |
| 22 |     | L.Calodat    | 2 (0)       | 0           | 0              | 1           | 0            | 0 (0)           | 0               | 0               | 0               | 0               | 2 (0) | 0           | 0              | 1      | 0            |
| 23 |     | T.Luvambo    | 0 (1)       | 0           | 0              | 0           | 0            | 0 (0)           | 0               | 0               | 0               | 0               | 0 (1) | 0           | 0              | 0      | 0            |
| 24 |     | M.Robin      | 2 (0)       | 0           | 1              | 0           | 0            | 0 (0)           | 0               | 0               | 0               | 0               | 2 (0) | 0           | 1              | 0      | 0            |
| 25 |     | D.Gueye      | 2 (0)       | 1           | 0              | 0           | 0            | 0 (0)           | 0               | 0               | 0               | 0               | 2 (0) | 1           | 0              | 0      | 0            |
| 26 |     | B.Oggad      | 0 (1)       | 0           | 1              | 0           | 0            | 0 (0)           | 0               | 0               | 0               | 0               | 0 (1) | 0           | 1              | 0      | 0            |
| 27 |     | M.Rossignol  | 0 (2)       | 0           | 0              | 0           | 0            | 0 (0)           | 0               | 0               | 0               | 0               | 0 (2) | 0           | 0              | 0      | 0            |
| 28 |     | E.Colas      | 0 (0)       | 0           | 0              | 0           | 0            | 0 (0)           | 0               | 0               | 0               | 0               | 0 (0) | 0           | 0              | 0      | 0            |
| 31 |     | N.Boissé     | 0 (1)       | 0           | 0              | 0           | 0            | 0 (0)           | 0               | 0               | 0               | 0               | 0 (1) | 0           | 0              | 0      | 0            |
| 32 |     | I.Hammoudi   | 0 (0)       | 0           | 0              | 0           | 0            | 0 (0)           | 0               | 0               | 0               | 0               | 0 (0) | 0           | 0              | 0      | 0            |
| 33 |     | T.Caro       | 0 (0)       | 0           | 0              | 0           | 0            | 0 (0)           | 0               | 0               | 0               | 0               | 0 (0) | 0           | 0              | 0      | 0            |
| 55 |     | A.Delbecque  | 0 (0)       | 0           | 0              | 0           | 0            | 0 (0)           | 0               | 0               | 0               | 0               | 0 (0) | 0           | 0              | 0      | 0            |
| 98 |     | N.Kocik      | 2 (0)       | 0           | 0              | 0           | 0            | 0 (0)           | 0               | 0               | 0               | 0               | 2 (0) | 0           | 0              | 0      | 0            |

### Statistiques des buteurs
|       | Buteur          | Ligue 2 | Coupe de France | Total |
| ----- | --------------- | ------- | --------------- | ----- |
| 1     | Edwin Quarshie  | 1       | 0               | 1     |
| 1     | Anthony Ribelin | 1       | 0               | 1     |
| 1     | William Harhouz | 1       | 0               | 1     |
| 1     | Dame Gueye      | 1       | 0               | 1     |
| TOTAL | TOTAL           | 4       | 0               | 4     |

### Statistiques des passeurs décisifs
|       | Buteur            | Ligue 2 | Coupe de France | Total |
| ----- | ----------------- | ------- | --------------- | ----- |
| 1     | Antoine Rabillard | 1       | 0               | 1     |
| 1     | Milan Robin       | 1       | 0               | 1     |
| 1     | Leroy Abanda      | 1       | 0               | 1     |
| 1     | Brice Oggad       | 1       | 0               | 1     |
| TOTAL | TOTAL             | 4       | 0               | 4     |

En italique, les joueurs partis en cours de saison.

## Affluence

### Meilleures affluences de la saison
| Rang | Match                        | Score | Journée | Date         | Affluence |
| ---- | ---------------------------- | ----- | ------- | ------------ | --------- |
| 1    | Le Mans FC - Montpellier HSC | 1 - 2 | 2e J    | 18 août 2025 | 12 147    |
| 2    | Le Mans FC -                 | -     | J       | août 2025    |           |
| 3    | Le Mans FC -                 | -     | J       | août 2025    |           |

## Aspects juridiques et économiques

### Aspects économiques

#### Budget prévisionnel
Non encore disponible.

#### Résultat d'exploitation
Non encore disponible.

#### Bilan comptable
Non encore disponible.

#### Sponsoring
Pour le compte de la saison 2025-2026, le club manceau compte une dizaine de partenaires officiels. Le Mans FC dispose de partenaires majeurs avec son équipementier Kappa et ses sponsors maillots Sandrin Rapin et Groupe EJ ainsi que de partenaires premium à l'image d'E.Leclerc, McDonald's, Legrand, Crealyst, Veolia, Dalkia, Clara Automobile, Bpifrance et Super U.

#### Valorisation de l'effectif
| Nom                | Valeur (en M€) | Fin de contrat |
| ------------------ | -------------- | -------------- |
| Nicolas Kocik      | 400 K€         | juin 2026      |
| Ewan Hatfout       | 70 K€          | juin 2025      |
| Augustin Delbecque | N.C            | juin 2025      |
| Harold Voyer       | 400 K€         | juin 2026      |
| Théo Eyoum         | 350 K€         | juin 2026      |
| Samuel Yohou       | 200 K€         | juin 2025      |
| Nathan Tronchet    | 25 K€          | juin 2025      |
| Taylor Luvambo     | 300 K€         |                |
| Anthony Ribelin    | 250 K€         | juin 2025      |
| Noa Boissé         | N.C            | juin 2025      |
| Milan Robin        | 500 K€         |                |
| Jean Vercruysse    | 450 K€         |                |
| Martin Rossignol   | 400 K€         | juin 2026      |
| Alexandre Lauray   | 350 K€         | juin 2025      |
| Edwin Quarshie     | 200 K€         | juin 2025      |
| Malang Gomes       |                | juin 2026      |
| Dame Gueye         | 300 K€         | juin 2025      |
| Antoine Rabillard  | 250 K€         | juin 2025      |
| Erwan Colas        | 150 K€         | juin 2026      |
| Brice Oggad        | 100 K€         | juin 2025      |
| Baptiste Guillaume | 450 K€         | juin 2026      |
| Amadou Cissé       |                | juin 2026      |